# Flabellum angulare
Flabellum angulare är en korallart som beskrevs av Henry Nottidge Moseley 1876. Flabellum angulare ingår i släktet Flabellum och familjen Flabellidae. Inga underarter finns listade i Catalogue of Life.